# Liste der Biografien/Stod
Liste der Biografien |
Portal Biografien |
Personensuche
# |
A |
B |
C |
D |
E |
F |
G |
H |
I |
J |
K |
L |
M |
N |
O |
P |
Q |
R |
S |
T |
U |
V |
W |
X |
Y |
Z |
?
 
Sa |
Sb |
Sc |
Sd |
Se |
Sf |
Sg |
Sh |
Si |
Sj |
Sk |
Sl |
Sm |
Sn |
So |
Sp |
Sq |
Sr |
Ss |
St |
Su |
Sv |
Sw |
Sy |
Sz
 
Sta |
Ste |
Sth |
Sti |
Stj |
Stl |
Sto |
Str |
Sts |
Stt |
Stu |
Stv |
Stw |
Sty
 
Stoa |
Stob |
Stoc |
Stod |
Stoe |
Stof |
Stog |
Stoh |
Stoi |
Stoj |
Stok |
Stol |
Stom |
Ston |
Stoo |
Stop |
Stoq |
Stor |
Stos |
Stot |
Stou |
Stov |
Stow |
Stox |
Stoy |
Stoz
Die Liste der Biografien führt alle Personen auf, die in der deutschsprachigen Wikipedia einen Artikel haben. Dieses ist eine Teilliste mit 37 Einträgen von Personen, deren Namen mit den Buchstaben „Stod“ beginnt.

## Stod

### Stoda
- Stodart, Anthony, Baron Stodart of Leaston (1916–2003), schottischer Politiker (Conservative Party), Mitglied des House of Commons
- Stodart, Robert (1748–1831), britischer Klavierbauer

### Stodd
- Stoddard, Alan (1915–2002), britischer Arzt
- Stoddard, Amos (1762–1813), Gouverneur des Louisiana-Territoriums
- Stoddard, Charles Warren (1843–1909), US-amerikanischer Schriftsteller
- Stoddard, Corinne (* 2001), US-amerikanische Shorttrackerin
- Stoddard, Ebenezer (1785–1847), US-amerikanischer Politiker
- Stoddard, Elizabeth (1823–1902), US-amerikanische Schriftstellerin
- Stoddard, Harry (1892–1951), österreichisch-ungarischer Songwriter, Komponist und Bandleader
- Stoddard, John Lawson (1850–1931), US-amerikanischer Reiseschriftsteller und Dichter
- Stoddard, Laurence (1903–1997), US-amerikanischer Ruderer
- Stoddard, Lothrop (1883–1950), US-amerikanischer Eugeniker und Autor
- Stoddard, Solomon (1643–1729), neuenglischer kongregationalistischer Prediger
- Stoddard, Tionette (* 1974), neuseeländische Skeletonpilotin und Gewichtheberin
- Stoddart, Andrew (1863–1915), englischer Cricket- und Rugby-Union-spieler
- Stoddart, Charles (1806–1842), britischer Offizier und Diplomat
- Stoddart, David (1926–2020), britischer Politiker, Mitglied des House of Commons
- Stoddart, David (1937–2014), britischer Biogeograph
- Stoddart, Fraser (* 1942), britischer Chemiker
- Stoddart, Jennifer (* 1949), kanadische Datenschutzexpertin
- Stoddart, Lindsey (* 1974), US-amerikanische Schauspielerin und Synchronsprecherin
- Stoddart, Margaret (1865–1934), neuseeländische Malerin
- Stoddart, Morgan (* 1984), walisischer Rugbyspieler
- Stoddart, Paul (* 1955), australischer Formel-1-RennstallbesitzerPaul Stoddart (* 1955)

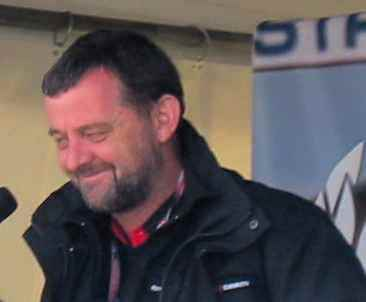
Paul Stoddart (* 1955)

- Stodder, Timo (* 1996), deutscher Tennisspieler
- Stoddert, Benjamin (1751–1813), US-amerikanischer Politiker
- Stoddert, John Truman (1790–1870), US-amerikanischer Politiker

### Stode
- Stodewescher, Silvester († 1479), Erzbischof von Riga, Kaplan und Kanzler des Hochmeisters Konrad von Erlichshausen

### Stodi
- Stodieck, Karl (1883–1964), deutscher Architekt

### Stodo
- Stodola, Aurel (1859–1942), Maschinenbauingenieur
- Stodolkowitz, Heinz Dieter (* 1937), deutscher Richter, Richter am Bundesgerichtshof (1988–2002)
- Stodollick, Hans Wilhelm (1949–2022), deutscher Kommunalpolitiker (SPD), Bürgermeister der Stadt Lünen
- Stodolsky, Leo (* 1937), US-amerikanischer Physiker (Hochenergiephysik, Astroteilchenphysik)

### Stodt
- Stodte, Hermann (1871–1939), deutscher Lehrer und Schulleiter
- Stödter, Helga (1922–2011), deutsche Juristin und Frauenrechtlerin
- Stödter, Rolf (1909–1993), deutscher Jurist und Reeder

### Stodu
- Stodulny, Bogdan (1953–1997), polnischer Maler